# Hamburg Masters 2001 - Qualificazioni singolare
Le qualificazioni del singolare  dell'Hamburg Masters 2001 sono state un torneo di tennis preliminare per accedere alla fase finale della manifestazione. I vincitori dell'ultimo turno sono entrati di diritto nel tabellone principale. In caso di ritiro di uno o più giocatori aventi diritto a questi sono subentrati i lucky loser, ossia i giocatori che hanno perso nell'ultimo turno ma che avevano una classifica più alta rispetto agli altri partecipanti che avevano comunque perso nel turno finale.
Le qualificazioni del torneoHamburg Masters  2001 prevedevano 32 partecipanti di cui 8 sono entrati nel tabellone principale.

## Teste di serie
1. Alberto Martín (ultimo turno)
2. Albert Portas (Qualificato)
3. Joan Balcells (Qualificato)
4. Wayne Arthurs (primo turno)
5. Arnaud Di Pasquale (Qualificato)
6. Magnus Gustafsson (Qualificato)
7. Marc Rosset (Qualificato)
8. Michel Kratochvil (primo turno)

1. Xavier Malisse (ultimo turno)
2. Olivier Rochus (ultimo turno)
3. Sergi Bruguera (Qualificato)
4. Ivan Ljubičić (ultimo turno)
5. Agustín Calleri (Qualificato)
6. Mariano Zabaleta (ultimo turno)
7. Félix Mantilla (ultimo turno)
8. Antony Dupuis (Qualificato)

## Qualificati
1. Agustín Calleri
2. Albert Portas
3. Joan Balcells
4. Antony Dupuis

1. Arnaud Di Pasquale
2. Magnus Gustafsson
3. Marc Rosset
4. Sergi Bruguera

## Tabellone

### Legenda
| - Q = Qualificato - WC = Wild card - LL = Lucky loser | - ALT = Alternate - SE = Special Exempt - PR = Protected Ranking | - w/o = Walkover - r = Ritirato - d = Squalificato |

### Sezione 1
|  | Primo turno | Primo turno           | Primo turno           | Primo turno | Primo turno |  |  | Ultimo turno | Ultimo turno    | Ultimo turno    | Ultimo turno | Ultimo turno |  |
|  |             |                       |                       |             |             |  |  |              |                 |                 |              |              |  |
|  | 1           | Alberto Martín        | Alberto Martín        | 6           | 6           |  |  |              |                 |                 |              |              |  |
|  |             | Philipp Kohlschreiber | Philipp Kohlschreiber | 3           | 2           |  |  | 1            | Alberto Martín  | Alberto Martín  | 3            | 69           |  |
|  | 13          | Agustín Calleri       | Agustín Calleri       | 6           | 6           |  |  | 13           | Agustín Calleri | Agustín Calleri | 6            | 7            |  |
|  |             | Paradorn Srichaphan   | Paradorn Srichaphan   | 0           | 0           |  |  |              |                 |                 |              |              |  |

### Sezione 2
|  | Primo turno | Primo turno      | Primo turno      | Primo turno | Primo turno |  |  | Ultimo turno | Ultimo turno     | Ultimo turno     | Ultimo turno | Ultimo turno |  |
|  |             |                  |                  |             |             |  |  |              |                  |                  |              |              |  |
|  | 2           | Albert Portas    | Albert Portas    | 6           | 6           |  |  |              |                  |                  |              |              |  |
|  |             | Christian Vinck  | Christian Vinck  | 1           | 2           |  |  | 2            | Albert Portas    | Albert Portas    | 6            | 3            |  |
|  | 14          | Mariano Zabaleta | Mariano Zabaleta | 6           | 7           |  |  | 14           | Mariano Zabaleta | Mariano Zabaleta | 3            | 1r           |  |
|  |             | Andrea Gaudenzi  | Andrea Gaudenzi  | 0           | 5           |  |  |              |                  |                  |              |              |  |

### Sezione 3
|  | Primo turno | Primo turno    | Primo turno    | Primo turno | Primo turno |  |  | Ultimo turno | Ultimo turno   | Ultimo turno | Ultimo turno | Ultimo turno |  |
|  |             |                |                |             |             |  |  |              |                |              |              |              |  |
|  | 3           | Joan Balcells  | 6              | 3           | 6           |  |  |              |                |              |              |              |  |
|  |             | Jiří Vaněk     | 3              | 6           | 1           |  |  | 3            | Joan Balcells  | 3            | 6            | 6            |  |
|  | 9           | Xavier Malisse | Xavier Malisse | 6           | 6           |  |  | 9            | Xavier Malisse | 6            | 1            | 3            |  |
|  |             | Stefan Koubek  | Stefan Koubek  | 3           | 4           |  |  |              |                |              |              |              |  |

### Sezione 4
|  | Primo turno | Primo turno            | Primo turno | Primo turno | Primo turno |  |  | Ultimo turno | Ultimo turno           | Ultimo turno           | Ultimo turno | Ultimo turno |  |
|  |             |                        |             |             |             |  |  |              |                        |                        |              |              |  |
|  |             | German Puentes-Alcaniz | 7           | 5           | 7           |  |  |              |                        |                        |              |              |  |
|  | 4           | Wayne Arthurs          | 68          | 7           | 5           |  |  |              | German Puentes-Alcaniz | German Puentes-Alcaniz | 64           | 1            |  |
|  | 16          | Antony Dupuis          | 1           | 6           | 6           |  |  | 16           | Antony Dupuis          | Antony Dupuis          | 7            | 6            |  |
|  |             | Julien Boutter         | 6           | 3           | 2           |  |  |              |                        |                        |              |              |  |

### Sezione 5
|  | Primo turno | Primo turno        | Primo turno      | Primo turno | Primo turno |  |  | Ultimo turno | Ultimo turno       | Ultimo turno       | Ultimo turno | Ultimo turno |  |
|  |             |                    |                  |             |             |  |  |              |                    |                    |              |              |  |
|  | 5           | Arnaud Di Pasquale | 62               | 6           | 6           |  |  |              |                    |                    |              |              |  |
|  |             | Christophe Rochus  | 7                | 1           | 3           |  |  | 5            | Arnaud Di Pasquale | Arnaud Di Pasquale | 6            | 6            |  |
|  | 12          | Ivan Ljubičić      | Ivan Ljubičić    | 6           | 6           |  |  | 12           | Ivan Ljubičić      | Ivan Ljubičić      | 4            | 3            |  |
|  |             | Andrej Stoljarov   | Andrej Stoljarov | 0           | 1           |  |  |              |                    |                    |              |              |  |

### Sezione 6
|  | Primo turno | Primo turno       | Primo turno       | Primo turno | Primo turno |  |  | Ultimo turno | Ultimo turno      | Ultimo turno | Ultimo turno | Ultimo turno |  |
|  |             |                   |                   |             |             |  |  |              |                   |              |              |              |  |
|  | 6           | Magnus Gustafsson | Magnus Gustafsson | 7           | 6           |  |  |              |                   |              |              |              |  |
|  |             | Daniel Elsner     | Daniel Elsner     | 5           | 4           |  |  | 6            | Magnus Gustafsson | 4            | 7            | 6            |  |
|  | 10          | Olivier Rochus    | 0                 | 6           | 6           |  |  | 10           | Olivier Rochus    | 6            | 65           | 3            |  |
|  |             | Andy Fahlke       | 6                 | 4           | 1           |  |  |              |                   |              |              |              |  |

### Sezione 7
|  | Primo turno | Primo turno    | Primo turno    | Primo turno | Primo turno |  |  | Ultimo turno | Ultimo turno   | Ultimo turno   | Ultimo turno | Ultimo turno |  |
|  |             |                |                |             |             |  |  |              |                |                |              |              |  |
|  | 7           | Marc Rosset    | Marc Rosset    | 6           | 6           |  |  |              |                |                |              |              |  |
|  |             | Tommy Robredo  | Tommy Robredo  | 2           | 2           |  |  | 7            | Marc Rosset    | Marc Rosset    | 6            | 6            |  |
|  | 15          | Félix Mantilla | Félix Mantilla | 6           | 6           |  |  | 15           | Félix Mantilla | Félix Mantilla | 3            | 2            |  |
|  |             | Markus Hipfl   | Markus Hipfl   | 4           | 0           |  |  |              |                |                |              |              |  |

### Sezione 8
|  | Primo turno | Primo turno       | Primo turno      | Primo turno | Primo turno |  |  | Ultimo turno | Ultimo turno   | Ultimo turno   | Ultimo turno | Ultimo turno |  |
|  |             |                   |                  |             |             |  |  |              |                |                |              |              |  |
|  |             | David Sánchez     | 1                | 7           | 6           |  |  |              |                |                |              |              |  |
|  | 8           | Michel Kratochvil | 6                | 5           | 1           |  |  |              | David Sánchez  | David Sánchez  | 3            | 68           |  |
|  | 11          | Sergi Bruguera    | Sergi Bruguera   | 6           | 6           |  |  | 11           | Sergi Bruguera | Sergi Bruguera | 6            | 7            |  |
|  |             | Denis Gremelmayr  | Denis Gremelmayr | 2           | 1           |  |  |              |                |                |              |              |  |